# Andrew Sanchez
Andrew Sanchez (Shiloh, 8 de abril de 1988) é um lutador de artes marciais mistas americano. Compete no Ultimate Fighting Championship (UFC) na categoria de peso médio. Ele foi o vencedor do TUF 23.

## Início
Sanchez treinou em várias artes marciais quando era adolescente. Ele foi duas vezes campeão nacional de wrestling universitário pela McKendree University e foi nomeado pela NAIA como Wrestler do ano. Ele se formou em sociologia em 2011.

## Carreira no MMA
Sanchez começou a lutar profissionalmente em 2012 e acumulou um cartel de 7-2 antes de ser selecionado para participar do The Ultimate Fighter 23.

### The Ultimate Fighter
Sanchez foi um dos 16 lutadores do peso meio-pesado selecionados para participar do The Ultimate Fighter 23.
Ele venceu sua luta de estreia contra Phil Hawes por decisão unânime. Em seguida, ele derrotou Myron Dennis novamente por decisão unânime.
Nas Semifinais, ele derrotou Eric Spicely por nocaute no primeiro round, ganhando uma vaga no The Ultimate Fighter: Team Joanna vs. Team Claudia Finale

### Ultimate Fighting Championship
Sanchez fez fez sua estreia no UFC em 8 de julho de 2016 no The Ultimate Fighter 23 Finale na final contra Khalil Rountree Jr.. Ele venceu de forma dominante por decisão unânime (30-25, 30-25 e 30-26).
Sanchez em seguida enfrentou Trevor Smith em 9 de dezembro de 2016 no UFC Fight Night: Lewis vs. Abdurakhimov. Ele venceu por decisão unânime.
Sanchez enfrentou Anthony Smith em 15 de abril de 2017 no UFC on Fox: Johnson vs. Reis. Ele perdeu por nocaute no terceiro round.
Sanchez enfrentou Ryan Janes em 1 de dezembro de 2017 no The Ultimate Fighter 26 Finale. Ele perdeu por nocaute técnico no terceiro round.
Sanchez enfrentou Markus Perez em 25 de agosto de 2018 no UFC Fight Night: Gaethje vs. Vick. Sanchez venceu a luta por decisão unânime.
Sanchez enfrentou o estreante Marc-André Barriault em 4 de maio de 2019 no UFC Fight Night: Iaquinta vs. Cowboy. Ele venceu por decisão unânime.
Sanchez enfrentou Marvin Vettori em 12 de outubro de 2019 no UFC Fight Night: Joanna vs. Waterson. Sanchez perdeu a luta por decisão unânime.

## Cartel no MMA
| Cartel no MMA   |             |            |
| 18 lutas        | 12 vitórias | 6 derrotas |
| Por nocaute     | 6           | 4          |
| Por finalização | 2           | 0          |
| Por decisão     | 4           | 2          |

| Res.    | Cartel | Oponente             | Método                                     | Evento                                                    | Data       | Round | Tempo | Local                   | Notas                                                      |
| ------- | ------ | -------------------- | ------------------------------------------ | --------------------------------------------------------- | ---------- | ----- | ----- | ----------------------- | ---------------------------------------------------------- |
| Derrota | 12-6   | Makhmud Muradov      | Nocaute Técnico (joelhada voadora e socos) | UFC 257: Poirier vs. McGregor 2                           | 23/01/2021 | 3     | 2:59  | Abu Dhabi               |                                                            |
| Vitória | 12-5   | Wellington Turman    | Nocaute (socos)                            | UFC Fight Night: Lewis vs. Oleinik                        | 08/08/2020 | 1     | 4:14  | Las Vegas, Nevada       | Performance da Noite.                                      |
| Derrota | 11-5   | Marvin Vettori       | Decisão (unânime)                          | UFC Fight Night: Joanna vs. Waterson                      | 12/10/2019 | 3     | 5:00  | Tampa, Florida          |                                                            |
| Vitória | 11-4   | Marc-André Barriault | Decisão (unânime)                          | UFC Fight Night: Iaquinta vs. Cowboy                      | 04/05/2019 | 3     | 5:00  | Ottawa, Ontario         |                                                            |
| Vitória | 10-4   | Markus Perez         | Decisão (unânime)                          | UFC Fight Night: Gaethje vs. Vick                         | 25/08/2018 | 3     | 5:00  | Lincoln, Nebraska       |                                                            |
| Derrota | 9-4    | Ryan Janes           | Nocaute Técnico (socos)                    | The Ultimate Fighter: A New World Champion Finale         | 01/12/2017 | 3     | 0:59  | Las Vegas, Nevada       |                                                            |
| Derrota | 9-3    | Anthony Smith        | Nocaute (chute na cabeça e socos)          | UFC on Fox: Johnson vs. Reis                              | 09/04/2017 | 3     | 3:52  | Kansas City, Missouri   |                                                            |
| Vitória | 9-2    | Trevor Smith         | Decisão (unânime)                          | UFC Fight Night: Lewis vs. Abdurakhimov                   | 09/12/2016 | 3     | 5:00  | Albany, New York        | Volta aos Médios.                                          |
| Vitória | 8–2    | Khalil Rountree Jr.  | Decisão (unânime)                          | The Ultimate Fighter: Team Joanna vs. Team Cláudia Finale | 08/07/2016 | 3     | 5:00  | Las Vegas, Nevada       | Estreia no UFC; Estreia nos Meio Pesados; Ganhou o TUF 23. |
| Vitória | 7-2    | John Poppie          | Nocaute Técnico (socos)                    | RFA 28                                                    | 07/08/2015 | 3     | 1:53  | St. Louis, Missouri     | Ganhou o Cinturão Peso Médio Vago do RFA.                  |
| Vitória | 6-2    | Clinton Williams     | Nocaute Técnico (socos)                    | RFA 26                                                    | 05/06/2015 | 2     | 1:17  | Broomfield, Colorado    |                                                            |
| Derrota | 5-2    | Kevin Casey          | Nocaute (socos)                            | RFA 15                                                    | 06/06/2014 | 1     | 2:30  | Los Angeles, California | Pelo Cinturão Peso Médio Vago do RFA.                      |
| Vitória | 5-1    | Miles Marshall       | Nocaute Técnico (socos)                    | RFA 13                                                    | 07/03/2014 | 2     | 1:25  | Lincoln, Nebraska       |                                                            |
| Vitória | 4-1    | Todd Meredith        | Nocaute Técnico (socos)                    | RFA 11                                                    | 22/11/2013 | 1     | 1:51  | Broomfield, Colorado    |                                                            |
| Derrota | 3-1    | Dustin Jacoby        | Decisão (dividida)                         | Capital City Cage Wars: The Uprising                      | 02/03/2013 | 3     | 5:00  | Springfield, Illinois   |                                                            |
| Vitória | 3-0    | Thomas Jones         | Nocaute Técnico (socos)                    | TTP: Tommy Tran Promotions                                | 17/11/2012 | 1     | 2:57  | Branson, Missouri       |                                                            |
| Vitória | 2-0    | Darryl Cobb          | Finalização (mata leão)                    | FHMMA: Fight Hard MMA                                     | 18/08/2012 | 1     | 4:33  | St. Charles, Missouri   |                                                            |
| Vitória | 1-0    | Edward Smith         | Finalização (mata leão)                    | CC 38: Cage Championships 38                              | 23/06/2012 | 1     | 1:42  | Sullivan, Missouri      |                                                            |